# چهارطاقی ماه فرخان (آتشکده بهرام)
چهارطاقی ماه فرخان (آتشکده بهرام) مربوط به دوره ساسانیان است و در شهرستان استهبان، بخش رونیز، دهستان خیر، ۳۰۰ متری بعد از روستای ماه فرخان، بطرف نی ریز، سمت چپ جاده، بین باغات سیب و زردآلو واقع شده و این اثر در تاریخ ۱۸ شهریور ۱۳۸۷ با شمارهٔ ثبت ۲۳۴۱۳ به‌عنوان یکی از آثار ملی ایران به ثبت رسیده‌است.

## پیشینه
آتشکده بهرام علاوه بر اینکه در طول دوران ساسانی مورد توجه مردم و شاهان ساسانی بوده، در دوران اسلامی نیز از اقبال و معروفیتی تمام در میان مردم که تازه مسلمان شده یا هنوز بر کیش زرتشتی بوده‌اند برخوردار بوده و بنای آن را به دارا (داریوش بزرگ) منسوب می‌دانسته‌اند. برخی از محلی‌ها از گذشتگان خود نقل می‌کنند که در باور عامه این بنا «قبر مادر اردشیر» خوانده می‌شده و مورد احترام اهالی بوده به ویژه طوایف عرب به هنگام عبور از منطقه خیر، بنا به نذر یا نیازی که داشتند برهنه پا، دور آتشکده طواف کرده و قربانی می‌کردند.

## معماری
این چهارطاقی دارای یک ورودی از سمت شمال خاوری با دو جان‌پناه یک متری در دو طرف بیرونی است و دهنه آن نیز یک متر و بلندای آن ۲ متر بلندا دارد. بر سر در ورودی آن ایوانکی که دو سکو در دو طرف داشته ساخته شده‌است. برآمدگی ایوانک از دیوار ۹۵ سانتی‌متر است. گنبد چهارطاقی به شکل قوس و دارای چهار ترنبه با بلندی حدود ۲ متر از پاتاق است و چهار لچکی کوچک بر روی چهار ترنبه قرار داده‌اند که گنبد هلالی میانی را بر آنها ساخته‌اند. سقف میانی بنا با آجرهای ساسانی برون پوشی شده‌است. سقف داخلی از نظر کادربندی و شکنج‌های به کار رفته در آن شایان اهمیت و توجه است. بنای اصلی آتشکده از سنگ لاشه و تراش با ملات گچ و آهک ساخته شده و با نصب چوب‌های «سرو» در قفل و بست دیوارهای آن بر استحکام آن افزوده شده‌است.

## آسیب‌ها
چهارطاقی این روزها از وضعیت خوبی برخوردار نیست و روز به روز در حال ویرانی است. مسئولان میراث فرهنگی نیز برای بازسازی این بنای تاریخی و ساخت جاده دسترسی وعده داده‌اند اما هنوز محقق نشده‌است. آب‌های روان کشاورزی که این روزها پیرامون چهارطاقی را فراگرفته و سبب سست شدن پایه‌های چهارطاقی می‌شود و هر زمان امکان تخریب پایه‌های آن وجود دارد. این بنای تاریخی برای تملک باغ‌های اطراف نیازمند اعتبار و فراهم کردن زیرساخت‌های لازم برای بازدید گردشگران و علاقه‌مندان به میراث فرهنگی است.